# Mekongiana
Mekongiana is een geslacht van rechtvleugeligen uit de familie Pyrgomorphidae. De wetenschappelijke naam van dit geslacht is voor het eerst geldig gepubliceerd in 1940 door Uvarov.

## Soorten
Het geslacht Mekongiana omvat de volgende soorten:
- Mekongiana gregoryi Uvarov, 1925
- Mekongiana xiangchengensis Zheng, Huang & Zhou, 2008